# Lá cờ cầu vồng (LGBT)

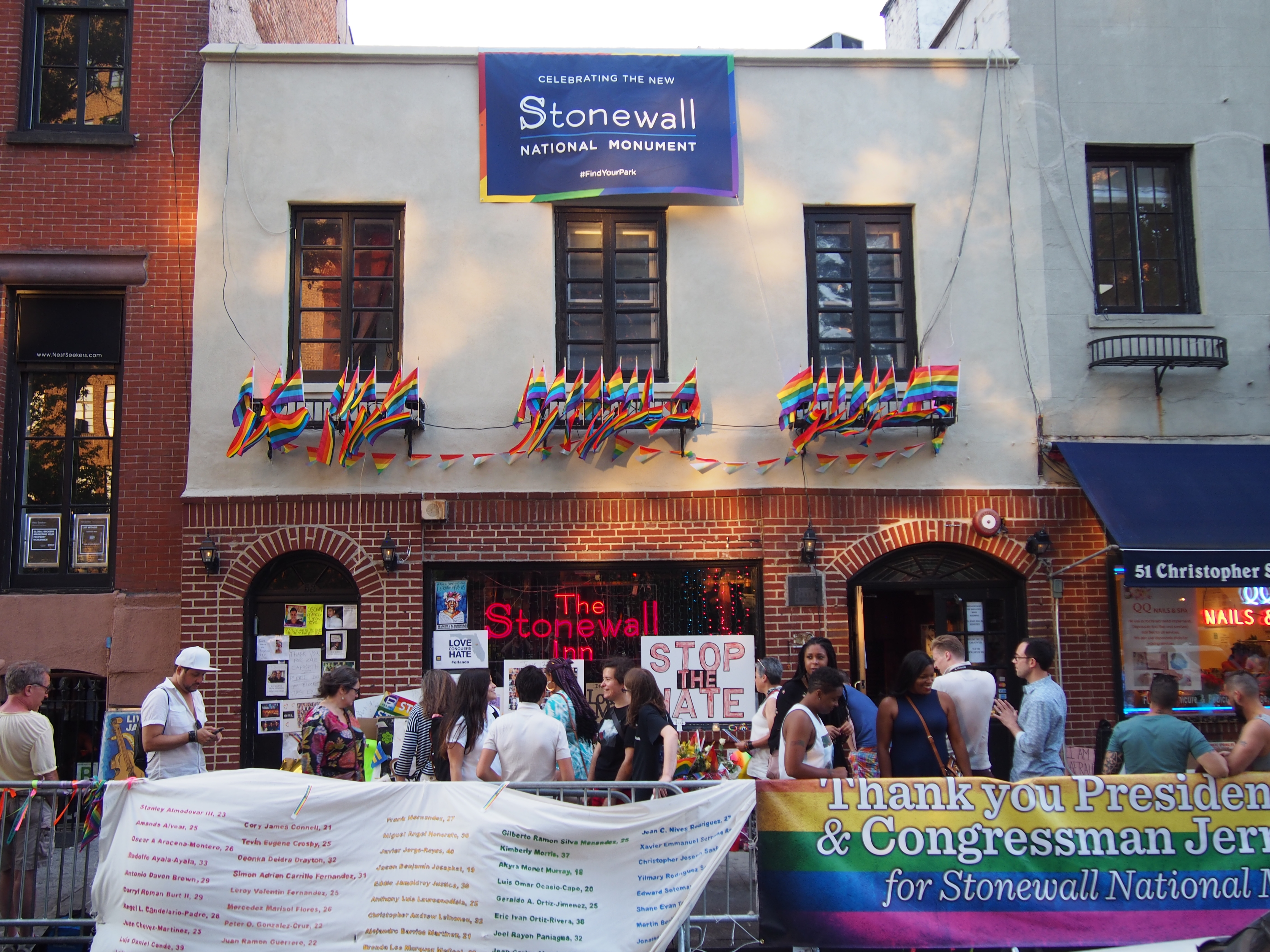
Stonewall Inn, ở Làng Greenwich, Manhattan, nơi diễn ra cuộc bạo loạn Stonewall vào tháng Sáu năm 1969, được trang trí bằng những lá cờ tự hào cầu vồng vào năm 2016.

Cờ cầu vồng là biểu tượng của niềm tự hào đồng tính nữ, đồng tính luyến ái, song tính, chuyển giới (LGBT) và các phong trào xã hội LGBT. Còn được gọi là cờ tự hào đồng tính, cờ tự hào LGBT hoặc cờ lục sắc, các màu sắc trên cờ phản ánh sự đa dạng của cộng đồng LGBT và phổ thiên hướng tính dục và giới tính của con người. Sử dụng cờ cầu vồng như một biểu tượng của niềm tự hào đồng tính bắt đầu ở San Francisco, California, nhưng cuối cùng đã trở nên phổ biến tại các sự kiện về  quyền LGBT trên toàn thế giới.
Với bản gốc được sáng tạo bởi nghệ sĩ Gilbert Baker, Lynn Segerblom, James McNamara và các nhà hoạt động khác, thiết kế đã trải qua một số lần sửa đổi sau khi ra mắt vào năm 1978, và tiếp tục truyền cảm hứng cho các biến tấu khác nhau. Mặc dù cờ cầu vồng ban đầu của Baker có tám màu, từ năm 1979 đến nay, biến thể phổ biến nhất bao gồm sáu sọc: đỏ, cam, vàng, lục, lam và tím. Lá cờ thường được treo theo chiều ngang, với sọc đỏ ở trên, giống như một cầu vồng tự nhiên.
Người LGBT và các đồng minh hiện đang sử dụng cờ cầu vồng và nhiều vật phẩm và các cách phối màu theo chủ đề cầu vồng như một biểu tượng bên ngoài thể hiện danh tính hoặc sự ủng hộ của họ. Ngoài cầu vồng ra, nhiều lá cờ và biểu tượng khác được sử dụng để thể hiện danh tính cụ thể trong cộng đồng LGBT.